# Red Hurley
Brian "Red" Hurley (Dublin, 11 november 1949) is een Iers zanger.

## Biografie
Hurley startte zijn muzikale carrière in 1969. Zijn doorbraak kwam er in 1971, toen hij leadzanger werd van The Nevada. De band reeg de nummer éénnoteringen aaneen. In 1976 nam hij solo deel aan het Eurovisiesongfestival. Met het nummer When. Hij eindigde op de tiende plek. Hurley werd nadien een gevestigde waarde in de Ierse muziekwereld, en blijft tot op heden actief.